# Río Iso
El río Iso es un río del noroeste de la península ibérica que discurre por la provincia de La Coruña, Galicia, España. Es un pequeño afluente del río Ulla, por su orilla derecha.

## Recorrido
De régimen pluvial, el río Iso nace a 580 m de altitud, y tras un recorrido de 23 km, en el que atraviesa los municipios de Boimorto y Arzúa, se une al río Ulla en el embalse de Portodemouros, contribuyendo con un caudal de 4,72 m³/s. Su cuenca abarca un área de 146 km².
Su principal afluente es el río Brandeso, que acoge por el margen izquierdo.

## Étimo
El nombre del río Iso parece responder a la raíz indoeuropea *eis- "correr velozmente", presente en gran número de ríos europeos: río Isar, río Isère, río Esva, río Ésera (en Aragón)..., e incluso, en Galicia, en el antiguo nombre del río Jallas, que era el río Ézaro.